# Nic Dowd
Nic Dowd (né le 27 mai 1990 à Huntsville dans l'État d'Alabama aux États-Unis) est un joueur professionnel américain de hockey sur glace. Il évolue au poste de centre.

## Biographie
Né de parents anglais, il est né et a grandi dans l'État d'Alabama. Après une saison passée dans la NAHL, il est choisi par les Kings de Los Angeles au septième tour, 198e rang au total, lors du repêchage d'entrée dans la LNH 2009. 
Il joue par la suite avec les Ice de l'Indiana dans l'USHL, puis rejoint en 2010 les rangs universitaires en s'alignant pour les Huskies de l'Université de St. Cloud State. À sa dernière saison, en 2013-2014, il réalise 40 points, dont 22 buts, en 38 parties et fait partie des joueurs en nomination pour l'obtention du trophée Hobey Baker, remis au meilleur joueur de hockey sur glace dans la NCAA, mais cet honneur sera finalement remis à Johnny Gaudreau, joueur de Boston College.
Sa carrière universitaire terminée, il s'entend sur un contrat avec les Kings en avril 2014 puis fait ses débuts professionnels vers la fin de la saison avec les Monarchs de Manchester, club-école affiliée aux Kings dans la LAH. Lors de la saison 2014-2015, il aide les Monarchs à remporter la Coupe Calder après avoir défait les Comets d'Utica en finale des séries éliminatoires.
La saison suivante, il fait ses débuts dans la LNH avec les Kings et joue cinq parties. En 2016-2017, il devient joueur régulier avec l'équipe en jouant 70 parties et réalise 22 points, dont 6 buts.
Le 8 décembre 2017, il est échangé aux Canucks de Vancouver en retour du défenseur Jordan Subban.

## Statistiques
| Saison     | Équipe                 | Ligue      |     | Saison régulière | Saison régulière | Saison régulière | Saison régulière | Saison régulière |   | Séries éliminatoires | Séries éliminatoires | Séries éliminatoires | Séries éliminatoires | Séries éliminatoires |
| Saison     | Équipe                 | Ligue      | PJ  | B                | A                | Pts              | Pun              | PJ               | B | A                    | Pts                  | Pun                  |                      |                      |
| 2008-2009  | Bandits de Saint-Louis | NAHL       | 3   | 0                | 0                | 0                | 2                | -                | - | -                    | -                    | -                    |                      |                      |
| 2008-2009  | Wild de Wenatchee      | NAHL       | 43  | 16               | 33               | 49               | 71               | -                | - | -                    | -                    | -                    |                      |                      |
| 2009-2010  | Ice de l'Indiana       | USHL       | 46  | 16               | 23               | 39               | 48               | 9                | 2 | 4                    | 6                    | 2                    |                      |                      |
| 2010-2011  | St. Cloud State        | WCHA       | 36  | 5                | 13               | 18               | 34               | -                | - | -                    | -                    | -                    |                      |                      |
| 2011-2012  | St. Cloud State        | WCHA       | 39  | 11               | 13               | 24               | 36               | -                | - | -                    | -                    | -                    |                      |                      |
| 2012-2013  | St. Cloud State        | WCHA       | 42  | 14               | 25               | 39               | 41               | -                | - | -                    | -                    | -                    |                      |                      |
| 2013-2014  | St. Cloud State        | NCHC       | 38  | 22               | 18               | 40               | 32               | -                | - | -                    | -                    | -                    |                      |                      |
| 2013-2014  | Monarchs de Manchester | LAH        | 7   | 0                | 3                | 3                | 0                | 4                | 1 | 0                    | 1                    | 0                    |                      |                      |
| 2014-2015  | Monarchs de Manchester | LAH        | 75  | 9                | 32               | 41               | 44               | 19               | 7 | 6                    | 13                   | 10                   |                      |                      |
| 2015-2016  | Reign d'Ontario        | LAH        | 58  | 14               | 34               | 48               | 49               | 13               | 4 | 7                    | 11                   | 14                   |                      |                      |
| 2015-2016  | Kings de Los Angeles   | LNH        | 5   | 0                | 0                | 0                | 2                | -                | - | -                    | -                    | -                    |                      |                      |
| 2016-2017  | Kings de Los Angeles   | LNH        | 70  | 6                | 16               | 22               | 25               | -                | - | -                    | -                    | -                    |                      |                      |
| 2017-2018  | Kings de Los Angeles   | LNH        | 16  | 0                | 1                | 1                | 12               |                  |   |                      |                      |                      |                      |                      |
| 2017-2018  | Canucks de Vancouver   | LNH        | 40  | 3                | 0                | 3                | 16               | -                | - | -                    | -                    | -                    |                      |                      |
| 2018-2019  | Capitals de Washington | LNH        | 64  | 8                | 14               | 22               | 20               | 7                | 1 | 0                    | 1                    | 6                    |                      |                      |
| 2019-2020  | Capitals de Washington | LNH        | 56  | 7                | 8                | 15               | 28               | 8                | 0 | 0                    | 0                    | 4                    |                      |                      |
| 2020-2021  | Capitals de Washington | LNH        | 56  | 11               | 4                | 15               | 31               | 5                | 2 | 0                    | 2                    | 4                    |                      |                      |
| 2021-2022  | Capitals de Washington | LNH        | 64  | 10               | 14               | 24               | 44               | 6                | 1 | 1                    | 2                    | 4                    |                      |                      |
| 2022-2023  | Capitals de Washington | LNH        | 65  | 13               | 12               | 25               | 26               | -                | - | -                    | -                    | -                    |                      |                      |
| 2023-2024  | Capitals de Washington | LNH        | 64  | 12               | 10               | 22               | 47               | 4                | 0 | 0                    | 0                    | 6                    |                      |                      |
| Totaux LNH | Totaux LNH             | Totaux LNH | 500 | 70               | 79               | 149              | 251              | 30               | 4 | 1                    | 5                    | 24                   |                      |                      |

## Trophées et honneurs personnels

### National Collegiate Athletic Association
- 2013-2014 :
  - nommé dans la première équipe d'étoiles de la NCHC
  - nommé dans la première équipe d'étoiles de la région ouest de la NCAA
  - finaliste pour le trophée Hobey-Baker du meilleur joueur de hockey de la NCAA

### Ligue américaine de hockey
- 2014-2015 : champion de la Coupe Calder avec les Monarchs de Manchester